# Bianca Commichau-Lippisch

Die Geschwister Alexander, Bianca und Anselm Lippisch, um 1912

Bianca Mathilde Helene Agnes Commichau-Lippisch (* 18. August 1890 in Rom, Italien; † 15. Februar 1968 in Barmstedt, Schleswig-Holstein), geboren als Bianca Mathilde Helene Agnes Lippisch, genannt „Bice“, war eine deutsche Landschafts- und Porträtmalerin.

## Familie
Sie war das erste Kind und die einzige Tochter des Malers Franz Lippisch (* 23. Januar 1859 in Hammerschneidemühle, Kreis Oststernberg; † 22. Februar 1941 in Jamlitz) und dessen Ehefrau Clara Commichau (1856–1942), deren Eltern der Maschinenfabrikant Rudolf Commichau (* 18. April 1863 in Białystok, † 14. Dezember 1910 in Magdeburg) und dessen Ehefrau Blanca von Hane waren.
Der spätere Nationalökonom Anselm Lippisch (1892–1971), später mit der Malerin Dorothea Ansorge (1892–1998) verheiratet, und der spätere Flugzeugkonstrukteur Alexander Martin Lippisch (* 2. November 1894 in München; † 11. Februar 1976 in Cedar Rapids, Iowa, USA) waren ihre jüngeren Brüder. Sie wuchs zunächst in München auf, ab 1895 in der Kantstraße in der Stadt Charlottenburg bei Berlin, direkt neben dem zu dieser Zeit errichteten Theater des Westens. Im Jahr 1915 zog die Familie nach Jamlitz in die Niederlausitz um.
Am 21. Mai 1921 heiratete sie ihren Cousin, den Gutsinspektor Alfred Carl Rudolph Commichau (* 15. Juni 1894 in Białystok; † 25. Juni 1944 zwischen Witebsk und Orscha, Weißrussland). Aus dieser Ehe gingen zwischen 1922 und 1930 drei Töchter hervor. Mit ihrem Ehemann lebte sie bis 1939 auf dem Rittergut Straupitz der Grafen und Freiherren von Houwald. Ihr Ehemann war während des Zweiten Weltkrieges Kommandeur des zur 339. Infanterie-Division der Wehrmacht gehörenden I. Bataillons des Infanterieregiments 691. Im Oktober 1941 gab er den Befehl zur Erschießung von weißrussischen jüdischen Zivilisten bei Krutscha in der Nähe von Smolensk.

## Leben
Bianca Lippisch wuchs in einer bürgerlich-liberalen Familie auf. Ihre Mutter stammte aus einer wohlhabenden Fabrikantenfamilie und war daher vermögend. Bianca Lippisch entwickelte in ihrer Jugend ein ausgeprägtes Interesse für Tanz und Theater und hörte Lesungen, u. a. des Dichters Stefan George.
Ihre akademische Ausbildung im Zeichnen und Malen absolvierte sie von 1906 bis 1911 zunächst in der neu eingerichteten Kunstschule ihres Vaters und von 1912 bis 1916 bei Henry van de Velde in der Großherzoglich-Sächsischen Kunstschule in Weimar, wo sie auch mit Ornamentik, Holzschnitt und Bildhauerei befasst war.
Durch den Ersten Weltkrieg veränderten sich die Lebensbedingungen der Familie zu deren Ungunsten. Von 1917 bis 1919 wurde Bianca Lippisch als Lehrerin für Zeichnen im reformpädagogischen Landerziehungsheim Freien Schulgemeinde in Wickersdorf bei Saalfeld im Thüringer Wald tätig. Trotz ihrer relativ kurzen Verweildauer an diesem Internat übernahm sie dort eine der Kameradschaften und engagierte sich für Martin Luserkes „Bewegungsspiel“ (Darstellendes Spiel), für das sie Kostüme und Kulissen entwarf, aber auch Skripte schrieb und Stücke inszenierte.
Danach arbeitete sie als freie Porträtmalerin in Frankfurt am Main und im südhessischen Darmstadt und war an dem kurzzeitigen Projekt „Kunstgewerbliche Werkstätten Jamlitz“ beteiligt, das an der Hyperinflation jener Zeit scheiterte.

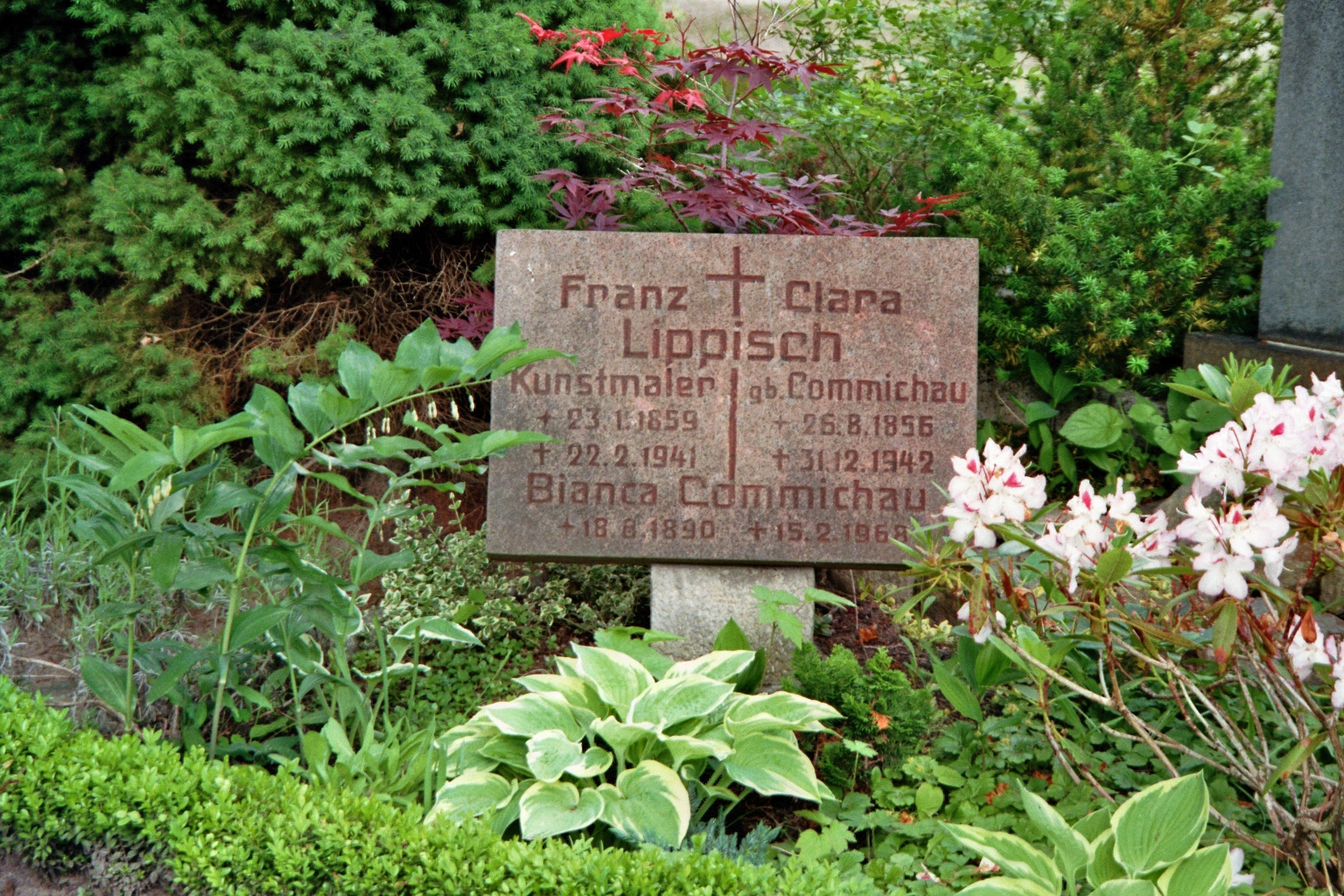
Grab von Franz Lippisch, Clara Lippisch geb. Commichau, und Bianca Commichau-Lippisch in Jamlitz, 2010

Nach ihrer Heirat 1921 schuf sie auf Rittergut Straupitz Porträts sowie zahlreiche Darstellungen von Spreewald-Landschaften und -Trachten. Um eine Namensverwechslung mit einem verwandten Künstler auszuschließen, signierte sie ihre Bilder nun mit „Commichau-Lippisch“. Als Mitglied der 1925 gegründeten Künstlervereinigung „Die Siebener“ stellte sie in Cottbus, Frankfurt (Oder) und Lübben aus. Ihre Werke der 1930er Jahre repräsentieren primär bäuerliche Szenen, Trachten und die Landschaft des Spreewaldes. Ab 1939 lebte Bianca Commichau-Lippisch in Cottbus. 
In der Zeit des Nationalsozialismus war sie obligatorisch Mitglied der Reichskammer der bildenden Künste, und sie konnte sich an Ausstellungen beteiligen. Sie war 1944 mit dem Ölgemälde Kampfbereit, das der Nazikriegsideologe huldigte, auf der Großen Deutschen Kunstausstellung in München vertreten. Während des Zweiten Weltkrieges wurden ihre Gemälde in Lübben eingelagert, von denen einige bei der Zerstörung der Stadt vernichtet worden sind. Nach Kriegsende 1945 zog sie mit ihren Töchtern in das Haus ihres 1941 verstorbenen Vaters nach Jamlitz, wo sie mit ihrer Malerei – auch Landschaftsbildern – die Familie ernähren musste.
Bis zum Jahr 1964 wirkte sie in Jamlitz, bevor sie zu ihrer jüngsten Tochter nach Schleswig-Holstein zog. Sie verstarb im Alter von 77 Jahren und wurde auf dem Friedhof Jamlitz, Amt Lieberose/Oberspreewald, im Landkreis Dahme-Spreewald in Brandenburg beigesetzt.

## Sicher belegte Teilnahme an Ausstellungen in der Zeit des Nationalsozialismus
- 1937 und 1938 Berlin, Haus der Kunst („Zweite bzw. Dritte Bildnisausstellung“)
- 1937: Berlin (Kunstausstellung des Hilfswerks für die deutsche bildende Kunst in der NS-Volkswohlfahrt)
- 1941: Berlin, Berliner Kunsthalle („Der deutsche Mensch“)
- 1944: München, Große Deutsche Kunstausstellung